# Plectranthus verticillatus
Plectranthus verticillatus, col·loquialment és una de les anomenades planta dels diners, és una espècie de la família de les lamiàcies, originària del sud-est d'Àfrica, habitualment conreada com planta d'interior.

## Etimologia
- Plectranthus: nom genèric que deriva de les paraules gregues plektron (esperó) i anthos (flor).
- verticillatus: epítet llatí que significa: 'en forma de verticil'.

## Característiques
És un arbust arrodonit de no més de 2 m d'altura i de fulles carnoses i dentades. De creixement ràpid, no resisteix bé al sol (esgrogueeix), mentre que a l'interior presenta un intens color verd de diferents tonalitats.
S'ha estès per tots dos hemisferis, en zones de clima càlid. És perenne i floreix entre la meitat de la tardor i principis de l'hivern, sent les flors, diminutes, de color rosat, blanc o morat.

## Taxonomia
Plectranthus verticillatus va ser descrita per Druce, George Claridge i publicada a la Botanical Society and Exchange Club of the British Isles 4(Suppl. 2): 640. 1917

## Galeria
|  |  |  |